# Iszki-Adad
Iszki-Adad lub Iszhi-Adad – amorycki król syryjskiego państwa Qatna, panujący na przełomie XIX/XVIII wieku p.n.e., ojciec Amut-pi-Ela. Współczesny asyryjskiemu królowi Szamszi-Adadowi I (1814-1782 p.n.e.), z którym zawarł sojusz. Przymierze pomiędzy obu państwami przypieczętowało małżeństwo Beltum, córki Iszki-Adada, z Jasmah-Adadem, młodszym synem Szamszi-Adada I.